# Todd France
Todd M. France (* 13. Februar 1980 in Toledo, Ohio) ist ein ehemaliger US-amerikanischer American-Football-Spieler auf der Position des Kickers.

## Karriere
Todd France spielte von 1998 bis 2001 College Football an der University of Toledo für die Toledo Rockets. In seinem zweiten Jahr gelangen ihm 18 von 26 Field-Goal-Versuchen, weshalb er ins Second-Team All-MAC gewählt wurde. Als Junior gelangen ihm 15 von 19 Field-Goal-Versuchen und alle 49 Extrapunkte, weshalb er ins First-Team All-MAC gelangte. In seinem letzten Jahr erreichte er 12 von 17 Field Goals und 44 von 45 Extrapunkten. 2001 half France den Rockets den Conferencetitel zu gewinnen, als er bei einem Rückstand von 0:23 im MAC Football Championship ein Fake-Field-Goal über 16 Yards zum Touchdown erlief. Dieser als Nerd Up the Middle bekanntgewordene Spielzug gehört zu den größten Momenten der Toledo Rockets. Insgesamt erzielte er in seiner Collegekarriere 337 Punkte, was die drittmeisten in der Schulgeschichte sind. 2012 wurde er in die Ruhmeshalle der Rockets aufgenommen.
2002 unterschrieb er bei den Minnesota Vikings. Dort war er sowohl 2002, als auch 2003 in den Training Camps, schaffte es aber nie bis in die Preseason. Seine einzigen Field-Goal-Versuche in dieser Zeit waren bei Rhein Fire in der NFL Europe (NFLE), wo er vier von acht Versuchen verwandelte. 2004 verpflichteten ihn die New York Giants. Nach der Entlassung von Matt Bryant, der Verletzung eines Konkurrenten und guten Leistungen in der Preseason sahen seine Chancen in die NFL zu kommen zuerst gut aus. Nachdem France im letzten Preseasonspiel ein 44-Yard-Field-Goal verschoss, verpflichteten die Giants Steve Christie, was die Zeit bei den Giants für France beendete. 2005 war France von den Buccaneers in die NFL Europe (NFLE) abgesandt worden, wo er für die Hamburg Sea Devils spielte. Er erzielte einen NFLE-Rekord, indem er in einer Saison 24 Field Goals verwandelte. Dennoch entließen die Buccaneers France im Zuge der finalen Kaderverkleinerung am 5. September 2005 vor NFL-Saisonbeginn. Am 20. September 2005 verpflichteten die Philadelphia Eagles France für ihren Practice Squad. France gelangte in den aktiven Kader und konnte sechs von sieben Field-Goal-Versuchen verwandeln, wobei sein einziger Fehlschlag ein Block war. Er wurde am 26. Oktober 2005 entlassen. Nachdem sich Bryant, der nun in Tampa spielte, verletzte, verpflichteten die Buccaneers France als Ersatz. In seinem einzigen Einsatz verwandelte er einen von zwei Field-Goal-Versuchen und seinen einzigen Extrapunktversuch. Er verblieb noch zwei Wochen im Kader, ehe er am 20. Dezember 2005 entlassen wurde. 2006 wechselte France in die Arena Football League. 2009 beendete er seine Footballkarriere, um sich auf sein Masterstudium im Maschinenbau an der University of Nevada, Las Vegas zu konzentrieren.